# Tim Dahl
Tim Dahl (1975) is een Amerikaanse jazz- en rockmuzikant (zang, e-bas, contrabas, keyboards) en componist. Hij is vooral bekend als bassist van de noiserockband Child Abuse en Lydia Lunch Retrovirus. Hij schrijft en treedt ook op voor het jazzensemble Pulverize The Sound.

## Biografie
Dahl toerde uitgebreid door Noord- en Zuid-Amerika, Europa, Australië, Nieuw-Zeeland en Japan. Hij trad op met vele opmerkelijke musici, componisten en artiesten, waaronder Yusef Lateef, Archie Shepp, Eugene Chadbourne, Tatsuya Yoshida, Von Freeman, Stanley Jordan, Mary Halvorson, Malcolm Mooney, Marc Ribot, Brian Chase, Hamid Drake, Elliott Sharp, Weasel Walter, Marni Nixon, Peter Evans, Kevin Shea, Mick Barr, Lydia Lunch, Jan Terri, The Bureau of Atomic Tourism, Ava Mendoza etc.
Als bassist valt hij op door zijn unieke stijl en technische vaardigheid.
Dahl woont momenteel in Brooklyn en is een actief lid van het muziekcircuit. Hij is de co-host van de  Lydian Spin-podcast met Lydia Lunch.

## Discografie
American Liberty League
- 2011: Going to Coney Island (cd, Dick Move Records)

BarrSheaDahl
- 2012: BarrSheaDahl (cd, UgEXPLODE Records)

Child Abuse
- 2019: Imaginary Enemy (cd/lp/album, Skin Graft)
- 2014: Trouble In Paradise (cd/lp/album, Skin Graft)
- 2011: Hipster Puppies: New York (compilatie cassette, Hipster Puppies)
- 2010: Cut and Run (cd/lp/album, Lovepump United Records)
- 2007: Child Abuse (cd/lp/album, Lovepump United Records)
- 2008: Child Abuse/Zs (7" splitalbum, Zum)
- 2006: Child Abuse/Miracle of Birth (cd splitalbum, Lovepump United Records)
- 2006: Zum Audio Vol III (cd compilatie, ZUM)

Lydia Lunch Retrovirus
- 2016: Live in Zurich (cd, Widowspeak)
- 2015: Urge to Kill (lp/cd, Widowspeak)

Pulverize The Sound
- 2018: Sequel  (cd, More Is More Records)
- 2014: self titled (cd, Relative Pitch Records)

Weasel Walter Large Ensemble ft. Henry Kaiser
- 2016: Igneity: After the Fall of Civilization (cd)

Nandor Nevai
- 2017: D'M'N, Ava Mendoza, Tim Dahl, Nándor Névai - D'M'N  (6xFile/mp3/album, The PSYKOMANTEUM)
- 2013: Nevai_Nonet-String Oktet in A (lp)

GRID
- 2017: Grid - CD/LP (cd/lp, NNA Tapes)

G.o.V.
- 2015: studio recording ep - dvd

The Gate
- 2014: Stench (cd/lp, Smeraldina-Rima)

Yusef Lateef
- 2002: YAL's 10th Anniversary - A Tribute Concert for Yusef Lateef (cd, YAL Records)

Talibam!
- 2009: Boogie in the Breeze (cd, ESP Disk' Ltd.)

Jason Cady
- 2013: Happiness is the Problem (cd, Lock Step records)

Matthew Welch
- 2010: Blarvuster (cd, Tzadik Records)

Barker Trio
- 2015: self titled (cd, phantom ear music)

Andrew Barker/Paul Dunmall/Tim Dahl
- 2014: Luddite (cd)

The Hub
- 2005: Light Fuse and Get Away (cd, The Hub Artist Group)
- 2003: Live in Gugalander (cd, EMD Records)
- 2002: Trucker (cd, Innova Records)
- 2001: Accident (cd, The Hub Artist Group)
- 2000: Vandalism (cd, The Hub Artist Group)

The Spinning Wheels Drive Band
- 2011: 100% Totally Free Ringtones (cd, Versus Trade)